# Chandmani-Öndör, Khövsgöl
Chandmani-Öndör (tiếng Mông Cổ: Чандмань-Өндөр) là một sum của tỉnh Khövsgöl tại miền bắc Mông Cổ. Vào năm 2009, dân số của sum là 3.006 người.

## Lịch sử
Sum Chandmani-Öndör được thành lập, cùng với toàn bộ tỉnh Khövsgöl, vào năm 1931. Năm 1933, nó có khoảng 2.300 cư dân trong 816 hộ gia đình và khoảng 42.000 đầu gia súc. Năm 1956, nó bị sáp nhập vào sum Tsagaan-Üür, nhưng lại chia tách lần nữa vào năm 1959. Giữa năm 1952 và 1990, Chandmani-Öndör là trụ sở của negdel Leninii aldar.

## Địa lý
Trung tâm sum, Khökhöö (tiếng Mông Cổ: Хөхөө), nằm cách tỉnh lị Mörön 190 km về phía đông bắc và cách thủ đô Ulaanbaatar 758 km. Sum có bờ phía đông nam của hồ Khövsgöl. Sông Arig gol chảy qua địa bàn được cho là quê hương của Alan Gua, tổ tiên bên ngoại của Thành Cát Tư Hãn.

## Kinh tế
Năm 2004, có khoảng 41.000 đầu gia súc, trong đó có 10.000 con cừu, 13.000 con dê, 14.000 bò nhà và bò yak, 4.100 con ngựa nhưng không có bất cứ con lạc đà nào.